# Song of the Bailing Man
Song of the Bailing Man  (1982) è il quinto album in studio dei Pere Ubu, e anche l'ultimo lavoro prima di sciogliersi per la prima volta per un periodo piuttosto lungo. Anton Fier, che più tardi formerà The Golden Palominos, sostituì alla batteria Scott Krauss per quest'album. Inoltre torna Mayo Thompson, già chitarrista per la band nell'album The Art of Walking. Il successivo disco registrato dalla band verrà sei anni dopo nel 1988 ( The Tenement Year).

## Tracce[2]
1. The Long Walk Home – 2:34 ((Fier-Pere Ubu))
2. Use Of A Dog – 3:17 ((Maimone/Thompson-Pere Ubu))
3. Petrified – 2:16 ((Maimone-Pere Ubu))
4. Stormy Weather – 3:20 (Fier/Ravenstine/Thomas/Thompson)
5. West Side Story – 2:46 (Maimone/Thompson-Pere Ubu)
6. Thoughts That Go By Steam – 3:47 (Ravenstine/Thompson-Pere Ubu)
7. Big Ed's Used Farms – 2:24 (Maimone-Pere Ubu)
8. A Day Such As This – 7:17 (Fier-Pere Ubu)
9. The Vulgar Boatman Bird – 2:49 (Maimone/John Thompson/Mayo Thompson)
10. My Hat – 1:19 (Maimone/Thompson-Pere Ubu)
11. Horns Are A Dilemma – 4:21 (Kidron/Thomas-Pere Ubu)

## Formazione
- Mayo Thompson – chitarra
- Anton Fier – batteria, piano, marimba, percussioni
- Tony Maimone – basso
- Allen Ravenstine – EML synthesizers
- David Thomas – voce

### Ospite
- Eddie Thornton - tromba